# Colemanit
Colemanit ist ein selten vorkommendes Mineral aus der Mineralklasse der „Borate“. Er kristallisiert im monoklinen Kristallsystem mit der chemischen Zusammensetzung Ca[B3O4(OH)3]·H2O und ist damit chemisch gesehen ein wasserhaltiges Calcium-Borat mit drei zusätzlichen Hydroxygruppen.
Colemanit bildet bis zu 30 cm große, isometrische bis kurzprismatische sowie auch pseudorhomboedrische und pseudoktaedrische Kristalle. Er tritt ferner in Form von kryptokristallinen massiven, spaltbaren, körnigen und knolligen Aggregaten auf. In reiner Form ist Colemanit farblos und durchsichtig mit glas- bis diamantähnlichem Glanz auf den Oberflächen. Durch vielfache Lichtbrechung aufgrund von Gitterbaufehlern oder polykristalliner Ausbildung kann er aber auch durchscheinend weiß sein und durch Fremdbeimengungen eine graue bis hellgelbe oder zimtbraune bis schwarze Farbe annehmen. Seine Strichfarbe ist dagegen immer weiß.
Die Typlokalität des Minerals ist der Furnace Creek Borate District (Death Valley Area Borate Deposits), Inyo County, Kalifornien, USA, der zum 1882 durch R. Neuschwander entdeckten Bergbaugebiet gehört, in dem Bor-Minerale abgebaut worden sind.

## Etymologie und Geschichte

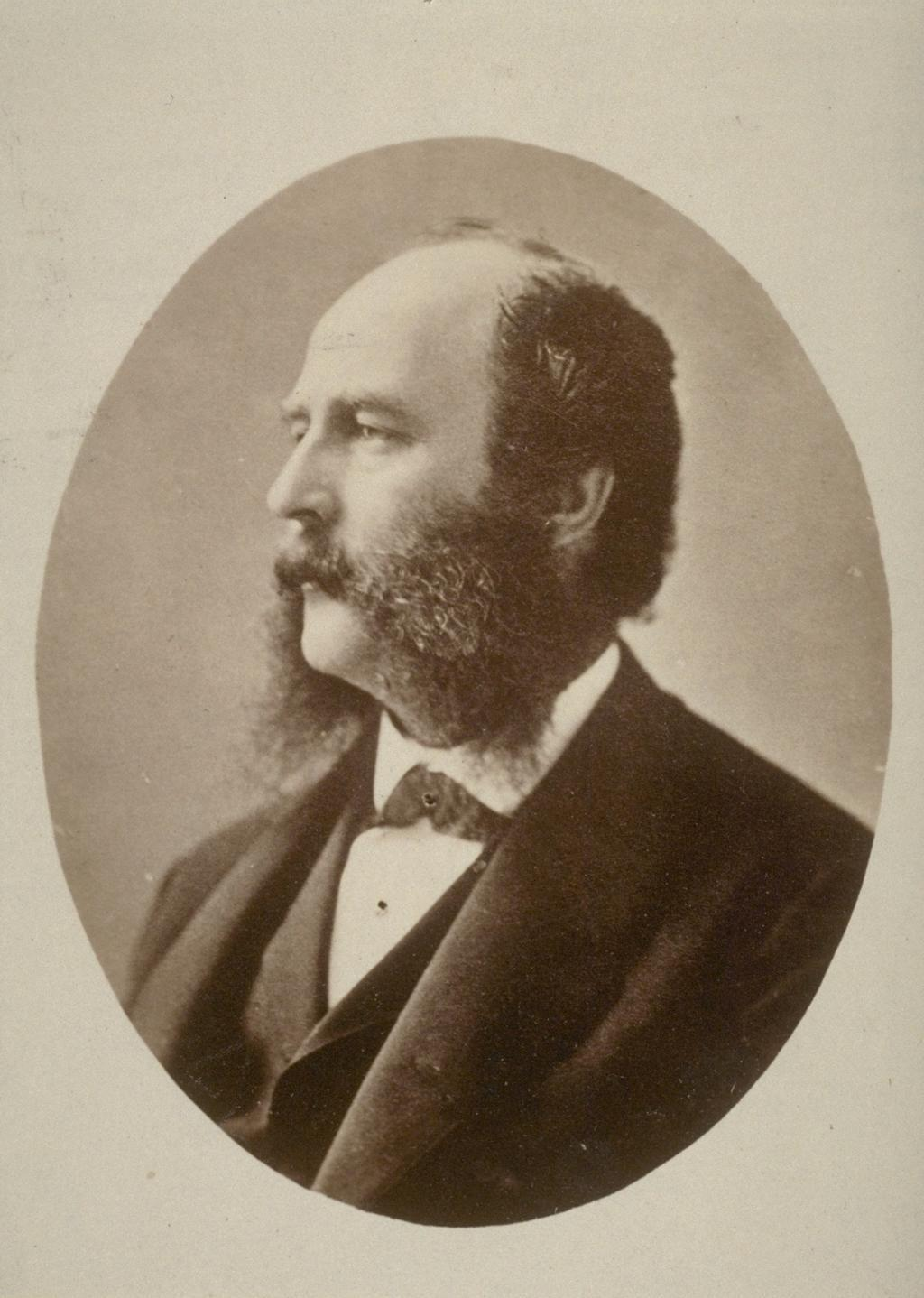
William Tell Coleman

Als Entdecker des Colemanit gilt R. Neuschwander, der erste Stufen des Minerals bereits im Oktober 1882 an der Typlokalität gefunden haben soll. Der kalifornische „Staats-Mineraloge“ Henry Garber Hanks beschrieb das Mineral dann 1883 aus dem Death Valley als kristalline Varietät des aus Oregon bekannten kreideartigen Priceit.

„As this mineral possesses certain physical properties differing from priceite, the name colemanite has been given to it to distinguish it from the soft chalky mineral found both in southern Oregon and San Bernardino County, California.“

„Da indes das neue Vorkommen gewisse Verschiedenheiten von Priceit darbietet, so dürfte sich ein besonderer Name zur Unterscheidung von dem weichen kreideähnlichen Minerale von Süd Oregon und S. Bernadino Co. empfehlen.“

Earl Pemberton weist aber darauf hin, dass der Name „R. Neuschwander“ nur in der Arbeit von Evans, nicht hingegen in der Typpublikation erwähnt wird. Hanks gilt demnach sowohl als Finder als auch als Erstbeschreiber.
Benannt wurde das neue Mineral nach dem amerikanischen Minenbesitzer, Begründer und Pionier der Boraxindustrie in Kalifornien William Tell Coleman (1824–1893), der auch der Besitzer der „Harmony Borax Works“ war, wo das Mineral erstmals gefunden wurde. Coleman selbst hatte zu Ehren seines Geschäftspartners Francis Marion Smith den Namen „Smithit“ vorgeschlagen. Obwohl in dem „Report on the Borax deposits of California and Nevada“ von Hanks bereits eine chemische Analyse und eine Reihe von Eigenschaften des Colemanits zusammengestellt sind, gilt die Arbeit von J. T. Evans im amerikanischen Wissenschaftsmagazin „Bulletin of the California Academy of Sciences“ als die wissenschaftliche Erstbeschreibung des Colemanits. Die mehrere Zentimeter großen Kristalle des Colemanit riefen auch im internationalen Maßstab großes Aufsehen hervor, so dass das Erscheinen mehrerer Arbeiten in deutscher Sprache über chemische und kristallographische Untersuchungen an diesem Mineral bereits im Jahre 1885 nicht verwunderlich ist.
Wie Anna Hedlik zeigte, kam Adolf Kenngott aufgrund der chemischen Analysen von Benjamin Silliman, A. W. Chase und Félix Pisani zu der Annahme, dass sich sowohl für Priceit und Pandermit als auch für Colemanit ein einheitliches CaO:B2O3-Verhältnis ergibt, weshalb er keine scharfe Trennung dieser Minerale vornahm. Im Fall von Priceit und Pandermit war das auch gerechtfertigt, da beide Namen für dasselbe Mineral stehen und Pandermit heute lediglich ein Synonym für Priceit ist. Henri Buttgenbach (zitiert in Hermann Steinmetz) nahm auf Grund optischer Untersuchungen sogar die Identität von Pandermit und Colemanit an. Esper Larsen wies zwar die Identität von Priceit und Pandermit nach, hielt aber aufgrund der verschiedenen optischen Eigenschaften Priceit/Pandermit einerseits sowie Colemanit andererseits für unterschiedliche Minerale. Erst 1948 konnte Anna Hedlik die aus den genannten Untersuchungen geschlussfolgerte Identität von Pandermit mit Colemanit durch Röntgenstrukturanalysen vollständig ausschließen.
Ein von Arthur Starr Eakle 1911 gefundenes, chemisch mit Colemanit identisches Mineral, welches sich aber optisch und kristallographisch von ihm unterscheiden sollte und deshalb Neocolemanit genannt wurde, stellte sich bei Untersuchungen von Arthur Hutchinson später als identisch mit Colemanit heraus.
Typmaterial für Colemanit ist nicht definiert.

## Klassifikation
In der mittlerweile veralteten, aber noch gebräuchlichen 8. Auflage der Mineralsystematik nach Strunz gehörte der Colemanit zur gemeinsamen Mineralklasse der „Carbonate, Nitrate und Borate“ und dort zur Abteilung der „Kettenborate [B2O4]2− bis [B6O10]2−“, wo er zusammen mit Hydroboracit die „Colemanit-Hydroboracit-Gruppe“ mit der System-Nr. V/J.03 und dem weiteren Mitglied Jarandolit bildete.
Die seit 2001 gültige und von der International Mineralogical Association (IMA) verwendete 9. Auflage der Strunz’schen Mineralsystematik ordnet den Colemanit in die jetzt eigenständige Klasse der „Borate“ und dort in die Abteilung der „Triborate“ ein. Diese ist zudem weiter unterteilt nach der Kristallstruktur, so dass das Mineral entsprechend seinem Aufbau in der Unterabteilung „Ketten- und Band-Triborate (Ino-Triborate)“ zu finden ist, wo es als einziges Mitglied die unbenannte Gruppe 6.CB.10 bildet.
Auch die vorwiegend im englischen Sprachraum gebräuchliche Systematik der Minerale nach Dana ordnet den Colemanit – wie die veraltete Strunz’sche Systematik – in die gemeinsame Klasse der „Carbonate, Nitrate und Borate“ und dort in die Abteilung und gleichnamige Unterabteilung der „Wasserhaltigen Borate mit Hydroxyl oder Halogen“ ein. Hier ist er als einziges Mitglied in der unbenannten Gruppe 26.03.05 zu finden.

## Chemismus
Eine chemische Analyse eines Colemanits aus dem Death Valley ergab 27,31 % CaO, 0,10 % MgO, 50,70 % B2O3 sowie 21,87 % H2O. Veröffentlichte chemische Analysen von Colemanit sind meist relativ alt, die genannten Werte stammen aus einer Bestimmung aus dem Jahre 1887! Dreizehn Mikrosondenanalysen an Colemanit ergaben Mittelwerte von 25,38 % CaO; 0,26 % SiO2; 0,16 % Na2O; 0,07 % Al2O3; 0,01 % K2O; 0,01 % FeO; 0,01 % MgO sowie 0,01 % TiO2 (Bor-Gehalte über Stöchiometrie und Massenbalance angenommen). Aus ihnen errechnet sich auf der Basis von einem Sauerstoffatom die empirische Formel Ca0,99Na0,01B3,00O4(OH)3·H2O, welche zu Ca[B3O4(OH)3]·H2O idealisiert wurde und Gehalte von 27,28 % CaO, 50,81 % B2O3 sowie 21,91 % H2O erfordert.
Insbesondere türkische Colemanit-Kristalle weisen Gehalte von Arsen in Form von As3+ und/oder As5+ auf, die bis zu 125 ppm betragen können und die für die Fluoreszenz dieser Kristalle verantwortlich sein sollen.
Colemanit ähnelt chemisch Hydroboracit, CaMg[B3O4(OH)3]2·3H2O, weist aber keine formelwirksamen Gehalte an Magnesium auf und ist auch deutlich ärmer an Kristallwasser. Inyoit, Ca[B3O3(OH)5]·4H2O, Meyerhofferit, Ca[B3O3(OH)5]·H2O, Nifontovit, Ca2[B3O3(OH)6]2·2H2O, Tertschit, Ca2[B5O7(OH)5]·7H2O, und Ginorit, Ca2[B14O20(OH)6]·5H2O, sind alle deutlich wasserreicher als Colemanit und besitzen zudem eine andere Struktur.

## Kristallstruktur
Colemanit kristallisiert im monoklinen Kristallsystem in der Raumgruppe P21/a (Raumgruppen-Nr. 14, Stellung 3) mit den Gitterparametern a = 8,71 Å; b = 11,25 Å; c = 6,09 Å; und β = 110,1° sowie vier Formeleinheiten pro Elementarzelle.
Im Colemanit bilden eckenvernüpfte [B[3]B2[4]O5(OH)3]-Ringe, die aus jeweils zwei [BO3OH]-Tetraedern und einer planaren [BO2OH]-Gruppe bestehen, wellenförmige Borat-Ketten parallel der a-Achse [100]. Ketten aus CaO3(OH)4H2O-Polyedern verlaufen ebenfalls parallel [100]. Beide Kettentypen sind über gemeinsame Ecken und Kanten verbunden und bilden stabile Schichten parallel (010). Die Verbindung zwischen diesen Schichten ist schwach und besteht – zusammen mit einem Netzwerk aus Wasserstoffbrückenbindungen – aus einer geringen Anzahl von B-Φ-Ca-Verknüpfungen. Diese schwache Verbindung ist für die sehr vollkommene Spaltbarkeit des Colemanits nach {010} verantwortlich. Jedes Ca-Atom ist dodekaedrisch von acht Anionen umgeben. Sowohl das Raman- als auch das Infrarotspektrum des Colemanit sind durch multiple streckschwingende Wasser-Banden gekennzeichnet, die anzeigen, dass in der Struktur dieses Minerals Wasser eine wichtige Rolle spielt.
Colemanit ist isotyp (isostrukturell) zu Calciborit und Hydroboracit.

## Eigenschaften

### Morphologie
Bereits Abraham Wendell Jackson hatte 1884 festgestellt, dass alle Colemanit-Kristalle von der Typlokalität eine hochkomplexe Kristalltracht besitzen und einer der Kristalle nicht weniger als 24 verschiedene Kristallformen aufweist. Jackson hat überhaupt als erster Colemanit-Kristalle aus Kalifornien untersucht. Hier bildete er Zeichnungen von zehn verschiedenen Kristallen ab, zu denen die in der nebenstehenden Tafel gehören. Er ordnete die immer mittel- bis kurzsäuligen Kristalle drei verschiedenen Habitusvarianten zu. Allerdings hat er erst später erfahren, dass das von ihm untersuchte Material in nur untergeordnetem Maße von der Typlokalität, sondern hauptsächlich aus Lagerstätten aus dem fünf Meilen von Daggett (Kalifornien) entfernten Calico District in den Calico Mountains in der Mojave-Wüste, San Bernardino County, Kalifornien, stammte.
Artur S. Eakle, der ebenfalls Material aus dem Calico-District untersuchte und an den Kristallen 47 verschiedene Flächenformen festgestellt, unterschied unter den Colemanit-Kristallen vier typische Habitusvarianten. Habitus 1 stellt langprismatischen Kristalle dar, für die das Prisma {110} trachtbestimmend ist. Er ist ferner durch die Dominanz von {001} und dem Pinakoid  {201} charakterisiert. An den Colemanit-Kristallen findet sich am häufigsten der Habitus 2 mit dem Prisma parallel der a-Achse {021} sowie dem Prisma {311}, wodurch die Kristalle charakteristisch zugespitzt erscheinen. Der Habitus 3 ist durch das Vorherrschen von {110} und {201} gekennzeichnet, wodurch sich ein abgeflachtes Aussehen ergibt. Der Habitus 4 ist eher flächenarm und erhält ein keilförmiges Aussehen durch die Ausbildung von {110} und dem Pinakoid parallel der b-Achse {301} im Gleichgewicht. Die Oberflächen von {301} ist deutlich gerundet und geht vielleicht in {401} oder {601} über.

Tracht und Habitus von Colemanit-Kristallen (gleiche Farben bedeuten gleiche Flächenformen)
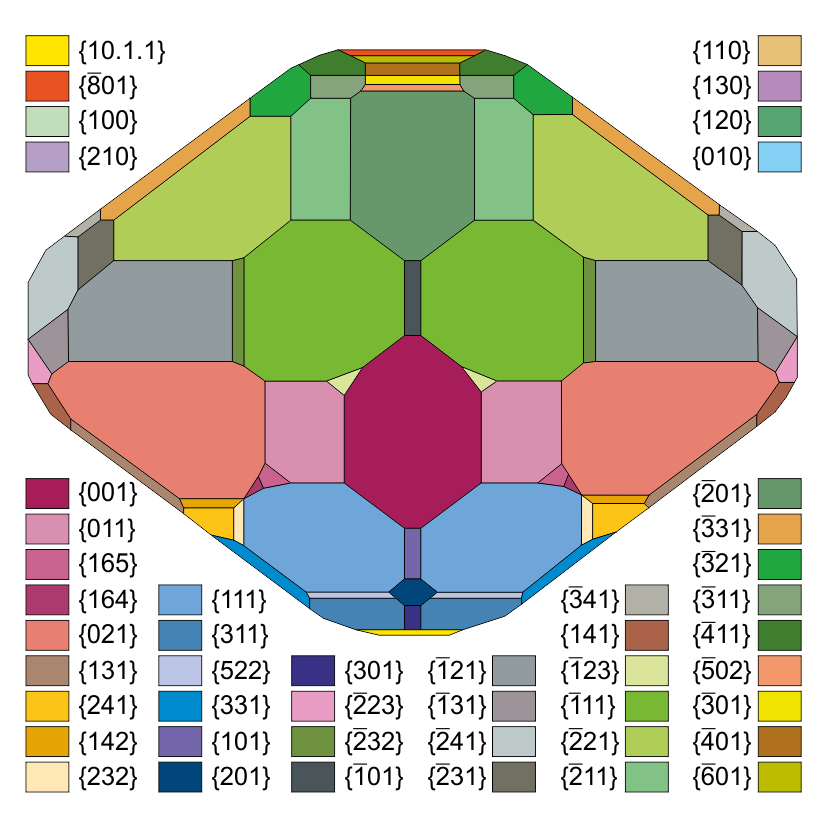
extrem flächenreicher Colemanit-Kristall, Kopfbild
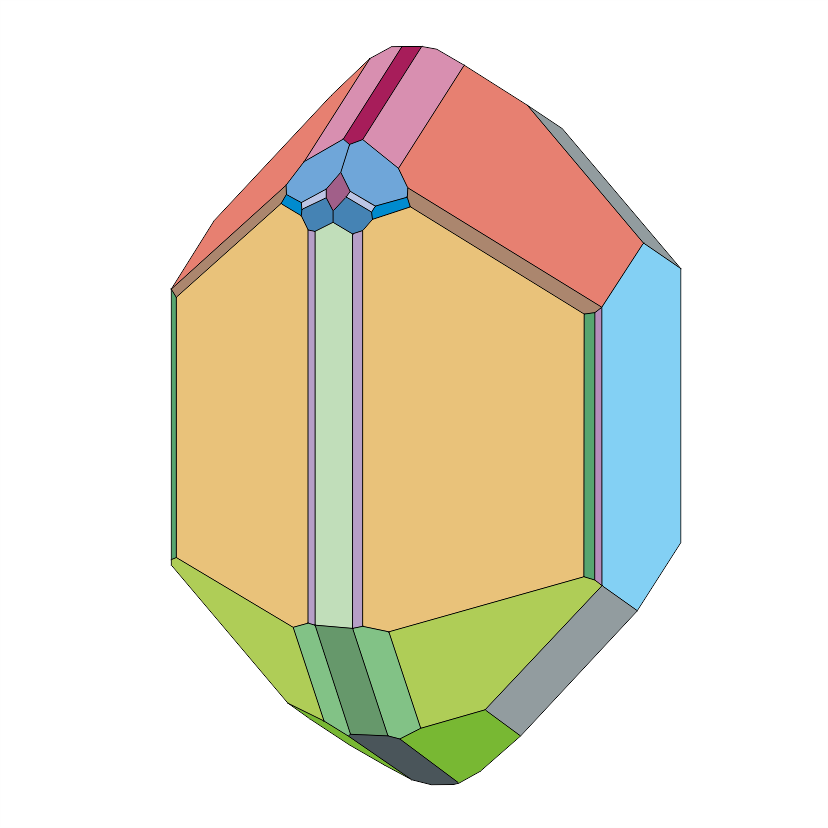
sehr flächenreicher Colemanit-Kristall
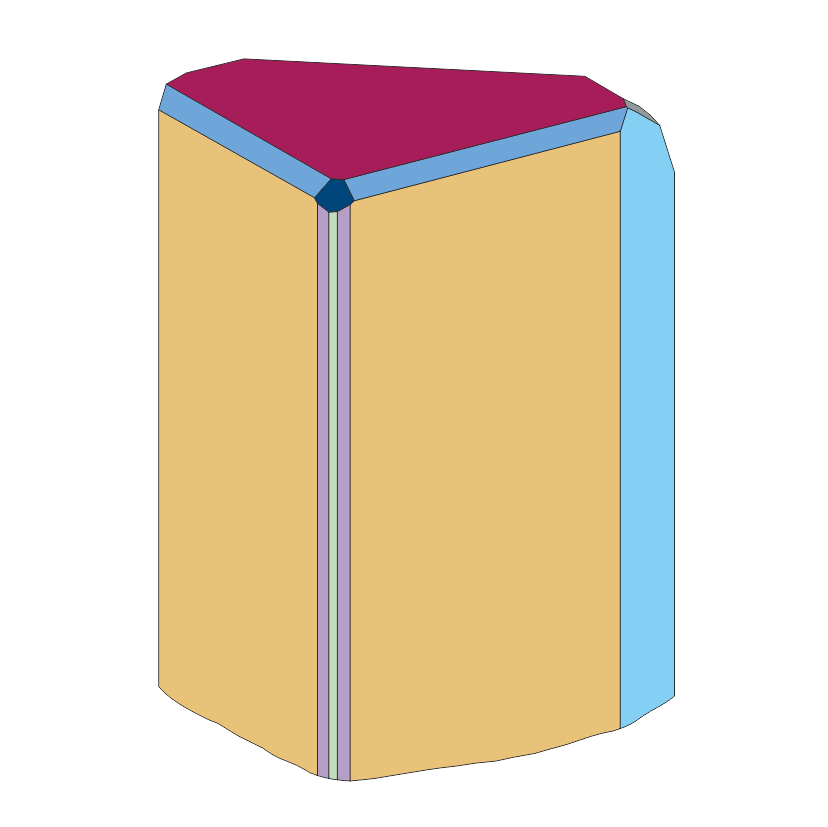
Colemanit, Kristall-Habitus 1 nach Eakle
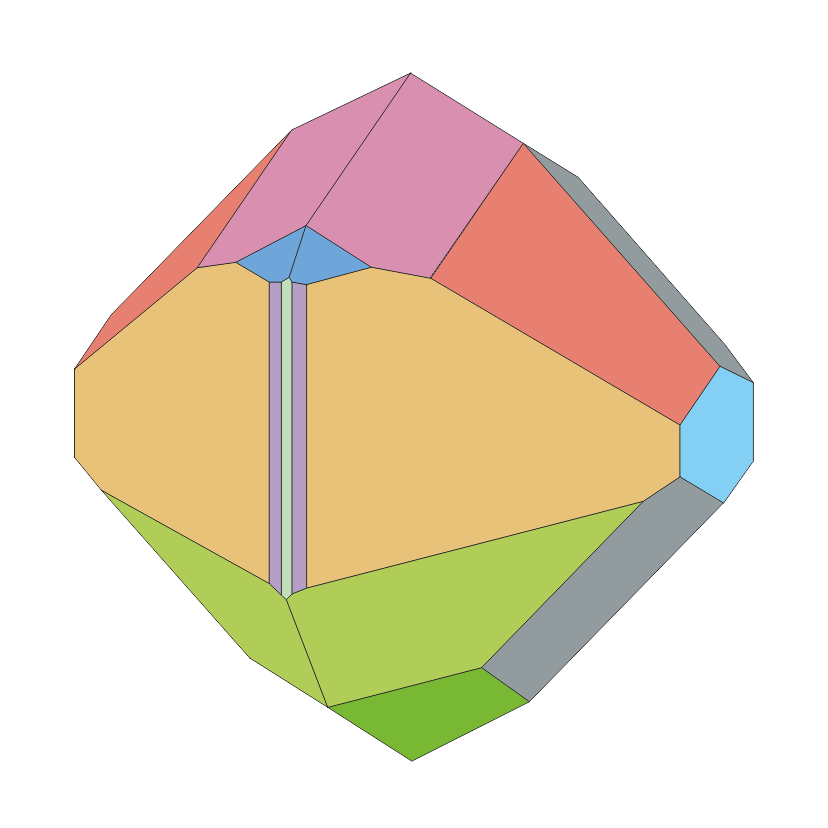
Colemanit, Kristall-Habitus 2 nach Eakle
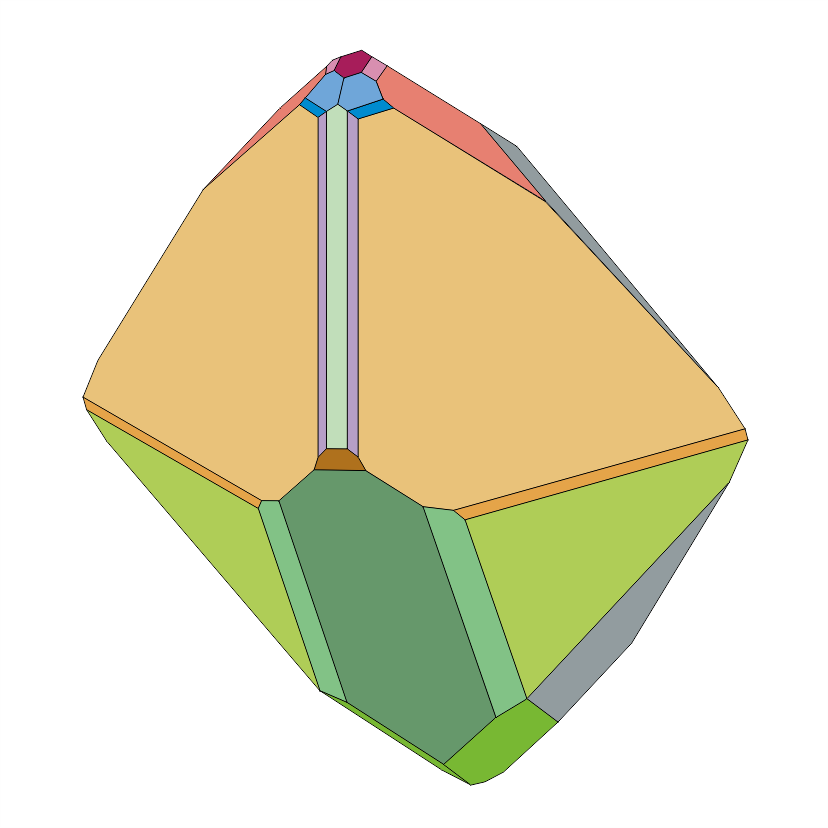
Colemanit, Kristall-Habitus 3 nach Eakle
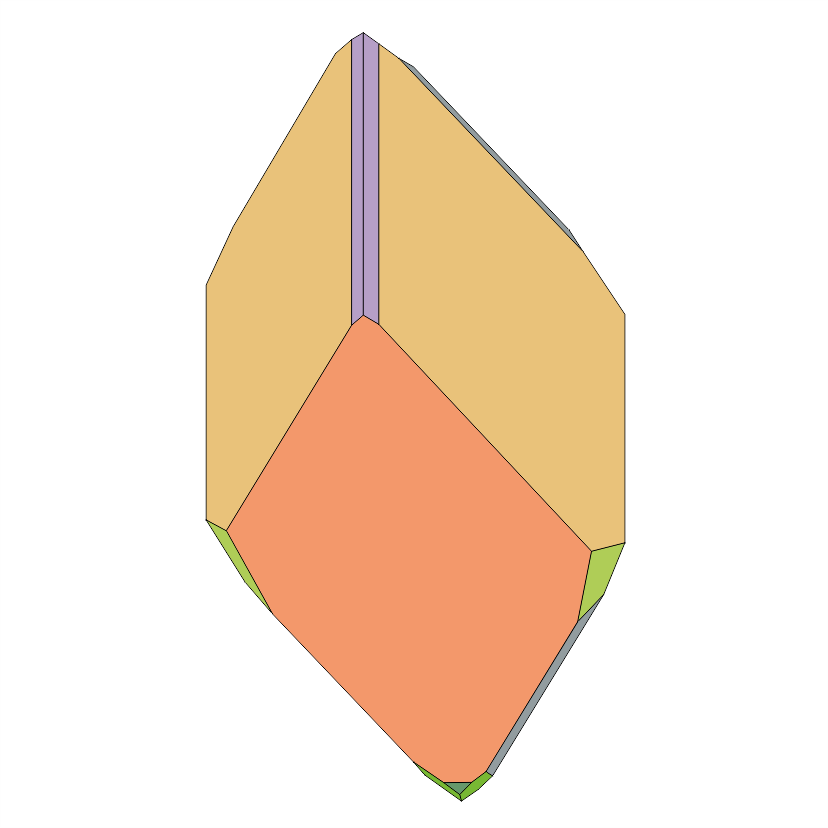
Colemanit, Kristall-Habitus 4 nach Eakle
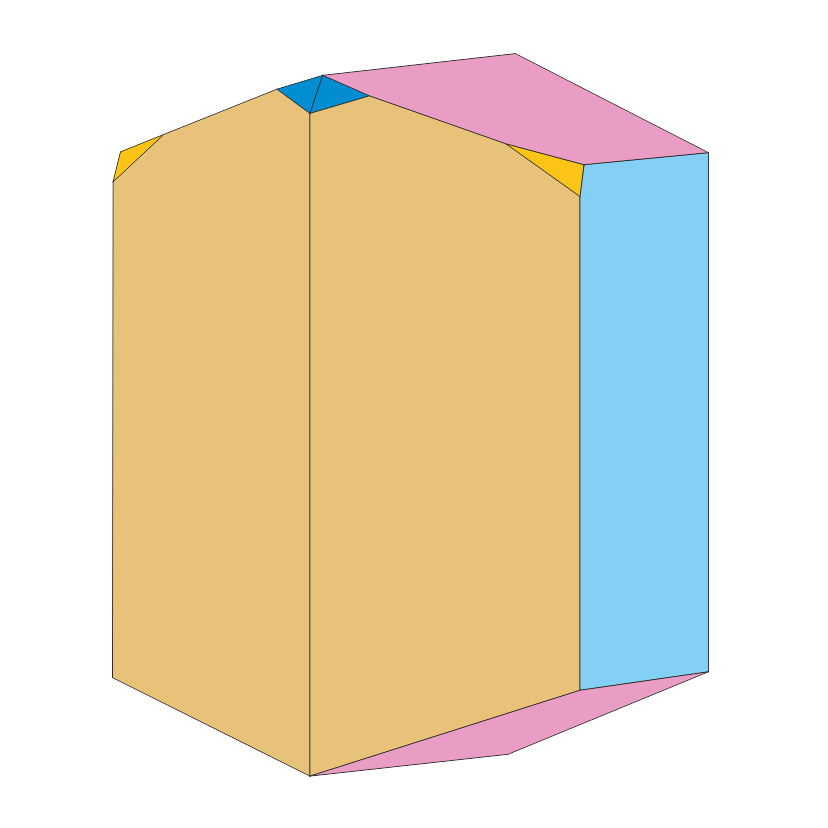
„Neocolemanit-Habitus“ nach Eakle

Allgemein entwickelt Colemanit bis 30 cm große, isometrische bis nach [001] kurzprismatische Kristalle mit großen Prismen parallel der c-Achse {110} und teils großen, teils weniger großen Basispinakoiden {001} sowie verschiedenen, teilweise äußerst komplexen terminierenden Formen. Ferner in pseudorhomboedrischen Kristallen mit großen {110} und {301} (was dem Habitus 4 von Eakle entspricht) sowie pseudooktaedrischen Kristallen mit großen {221} und Prismen {011}. Steinmetz listet 62 verschiedene Flächenformen auf. Generell zählt Colemannit neben Calcit zu den formenreichsten Mineralen überhaupt.
Colemanit kommt ferner auch in Aggregaten vor, die insbesondere aus türkischen Lagerstätten beschrieben worden sind. Neben klar durchsichtigen Spaltstücken („Borspat“) werden annähernd kugelige Colemanit-Konkretionen bis zu 5 cm Durchmesser erwähnt, die im Innern radialstrahligen Stängelbau aufweisen und genetisch den ähnlichen Gipskonkretionen entsprechen. Ferner in Form von „Colemanitrosen“ bis Faustgröße, die den bekannten „Gipsrosen“ ähneln und ebenfalls als Konkretionen aufzufassen sind. Eine weitere Ausbildungsform wird als Bändercolemanit bezeichnet, wobei bis zu 6 cm starke Colemanitlagen durch Tonbänder scharf voneinander getrennt sind. Der Colemanit weist ausgesprochenes Stängelwachstum auf, die Stängel sind bis zu 2 mm dick und stehen stets senkrecht zur Schichtung des Tongesteins.

### Pseudomorphosen

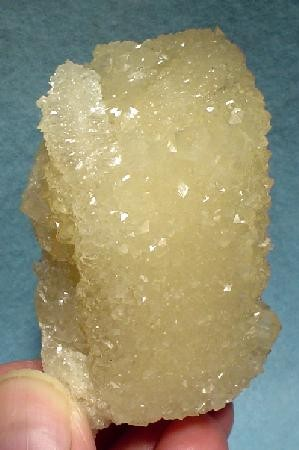
Aus der Corkscrew Canyon Mine, Kalifornien/USA, stammt diese zweisphasige Pseudomorphose von Colemanit nach Meyerhofferit/Inyoit. Größe: 7,2 × 5,0 × 4,2 cm.

Aus der „Biddy McCarty Mine“ der Pacific Coast Borax Company im Death Valley, Inyo Co., Kalifornien, werden Pseudomorphosen von nach {001} tafeligen Inyoit-Kristallen beschrieben, die als Resultat der Dehydration von Inyoit entstanden. Schneeweiße und lebhaft glänzende, pseudorhomboedrische Kristallaggregate bis zu 2 cm Durchmesser aus der Grube „Aceb“ bei Iskeleköy unweit Bigadiç in der türkischen Provinz Balıkesir stellen ebenfalls Pseudomorphosen nach Inyoit dar, die aus unzähligen, maximal 0,7 × 3 mm messenden, wasserklaren, säuligen, flächenreichen Kriställchen als wirr gelagertes sperriges Haufwerk mit reichlich Hohlräumen aufgebaut werden.
Aus der „Corkscrew Canyon Mine“ im Death Valley wurden Pseudomorphosen beschrieben, die auf etwas kompliziertere Art und Weise entstanden sind. Hier bildete sich in einem ersten Schritt aus freistehenden Inyoit-Kristallen durch Dehydration Meyerhofferit. In einem zweiten Schritt setzten sich auf der Oberfläche dieser neu entstandenen Meyerhofferit-Kristalle winzige Colemanit-Kriställchen ab. In einem dritten Schritt wurde der Meyerhofferit herausgelöst – übrig blieben Perimorphosen von Colemanit nach Pseudomorphosen von Meyerhofferit nach Inyoit.
Colemanit ersetzt faserigen Ulexit und Hydroboracit, kann aber auch selbst durch Hydroboracit und Howlith pseudomorphosiert werden. Ferner sind Pseudomorphosen von Calcit nach Colemanit bekannt. Als Kuriosität ist Colemanit zusammen mit Bitumen in einem fossilen Ei im Schotter des Gila River in Arizona beobachtet worden.

### Physikalische und chemische Eigenschaften

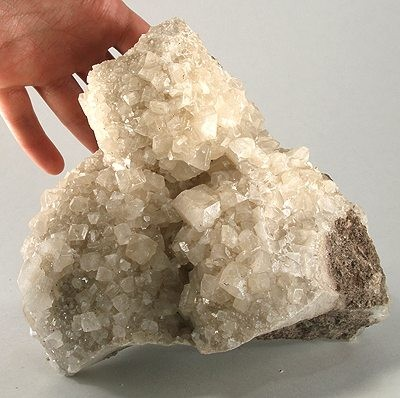
Bis zu 3 cm große Colemanit-Kristalle aus Boron, Kramer District, Kern County, Kalifornien/USA (Größe: 19,4 cm × 16,2 cm × 15,1 cm)

Die Kristalle des Colemanits zeichnen sich durch eine für ein Boratmineral große Farbvielfalt aus. Beschrieben wurden farblose, milchweiße, blassgelbe, gelbe, graue, zimtbraune, hellbraune, braune und schwarze Varietäten. Die Ursache der bräunlichen und schwarzen Farbtöne sind mikroskopisch kleine Kristalle von Manganmineralen wie Birnessit und Todorokit.
Die Strichfarbe des Colemanits ist immer weiß. Die Oberflächen der durchscheinenden bis durchsichtigen Kristalle weisen den Werten für die Lichtbrechung (nα = 1,586, nγ = 1,614) zufolge einen glasartigen, gelegentlich auch einen diamantartigen Glanz auf. Unter dem Mikroskop ist Colemanit im durchfallenden Licht farblos.
Das Mineral besitzt eine sehr vollkommene Spaltbarkeit nach {010} und eine deutliche Spaltbarkeit nach {001}, bricht aufgrund seiner Sprödigkeit aber ähnlich wie Quarz, wobei die Bruchflächen uneben bis halbmuschelig ausgebildet sind. Mit einer Mohshärte von 4,5 gehört Colemanit zu den mittelharten Mineralen, steht damit zwischen den Referenzmineralen Fluorit (Härte 4) und Apatit (Härte 5) und lässt sich wie diese mehr (Fluorit) oder weniger (Apatit) leicht mit dem Taschenmesser ritzen. Die gemessene Dichte für Colemanit beträgt 2,423 g/cm³, die berechnete Dichte liegt bei 2,42 g/cm³.
Colemanit schmilzt vor dem Lötrohr unvollständig unter Aufblähen und Dekripitieren. Mit Fluorit oder Kaliumdisulfat erhitzt, färbt er die Flamme grün. In heißer Salzsäure (HCl) oder Salpetersäure (HNO3) ist er löslich, wobei sich beim Abkühlen Flocken von Borsäure H3BO3 bilden. Das Filtrat gibt mit Ammoniak und Ammoniumoxalat eine weiße Fällung. In Wasser ist Colemanit dagegen nur ganz leicht löslich (1 Teil in 1100 Teilen H2O bei 20–25 °C).

Farben von Colemanit
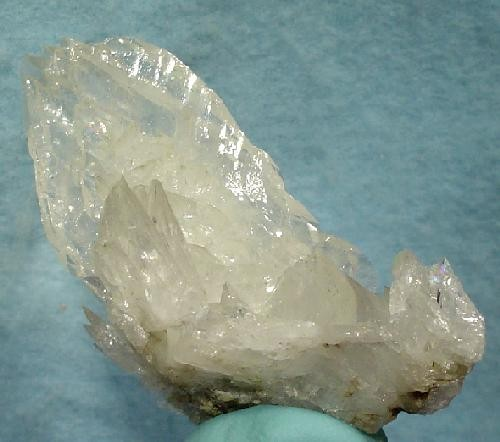
farblos; Boraxo Mine, Inyo Co., Kalifornien, USA
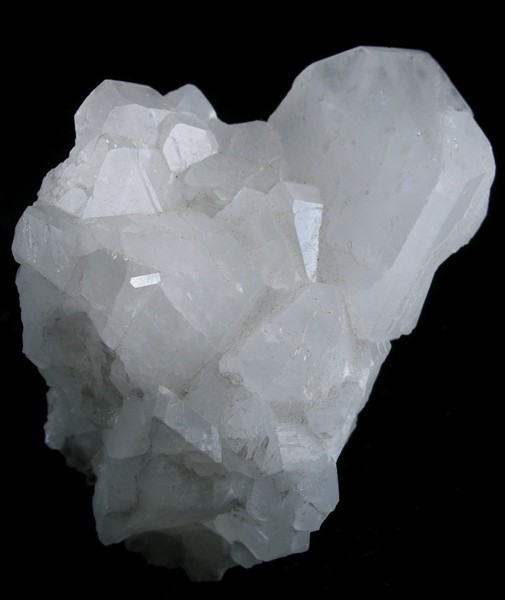
weiß; Death Valley, Inyo County, Kaliforniena
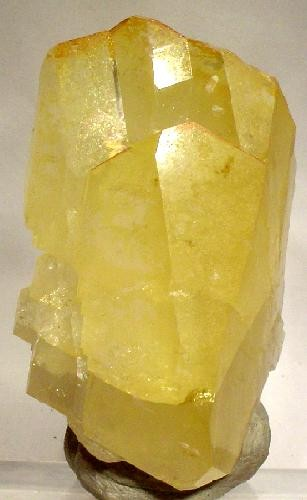
gelb; Boraxo Mine, Inyo Co., Kalifornien
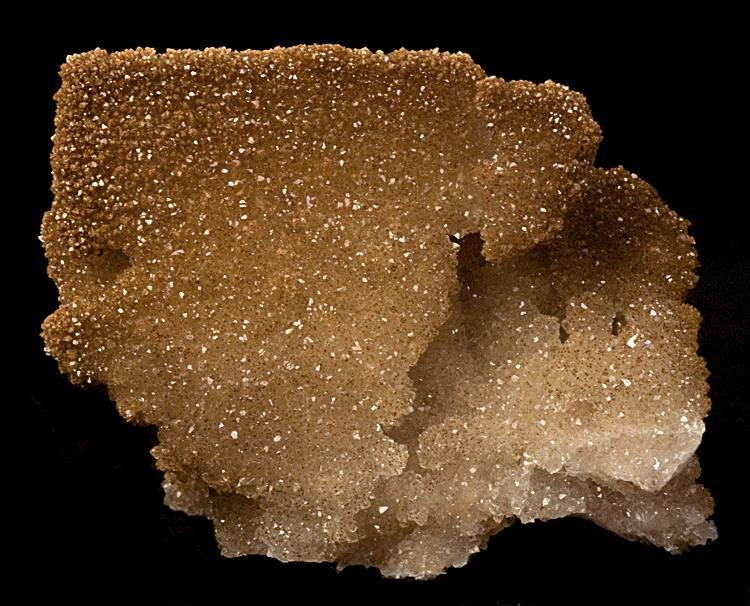
Lohfarben bis hellbraun; Corkscrew Canyon Mine, Inyo Co., Kalifornien
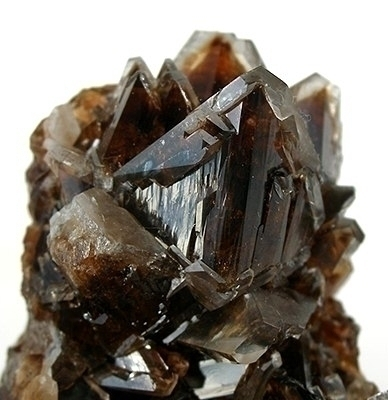
braun; Kestelek, Region Marmara, Türkei

### Fluoreszenz und Phosphoreszenz
Die erste Erwähnung der Fluoreszenz und Phosphoreszenz von Colemanit stammt bereits aus dem Jahre 1903. Colemanit zeigt im UV-Licht hell blassgelbe Fluoreszenz und kann eine blassgrüne Phosphoreszenz aufweisen. Anderen Angaben zufolge besitzt das Mineral im langwelligen UV-Licht (365 nm) wie auch im kurzwelliges UV-Licht (254 nm) eine bläulichweiße, mitunter auch gelblichweiße oder grünlichweiße Fluoreszenz. Bei Anregung mit kurzwelligem UV-Licht (254 nm) zeigt sich eine grünlichweiße Phosphoreszenz.
Neueren Untersuchungen an türkischen Boraten zufolge reagiert die Mehrzahl der fluoreszierenden Boratminerale intensiver auf langwelliges UV-Licht (> 350 nm) als auf Licht mit kürzeren Wellenlängen. Ferner erwies sich, dass unterschiedliche Generationen desselben Minerals deutliche Unterschiede in der Reaktion auf UV-Licht aufweisen. Diese Untersuchungen zeigen, dass die weiße Fluoreszenz des Colemanits mit bläulichem oder grünlichen Stich intrinsisch ist und zwei Ursachen besitzt: einerseits anorganische Radikale wie BO2−, BO22−, BO32− und BO44− sowie andererseits typische Tieftemperatureinschlüsse organischer Luminophore. Darüber hinaus ist die weiße und gelblich- bis grünlichweiße Fluoreszenz hauptsächlich auf idiomorphe Colemanit-Kristalle beschränkt, während weniger gut kristallisierte Bildungen, xenomorphe Körner sowie Kristalle mit von Schluff und Tonmineralen gefüllten Rissen und Hohlräumen eine hell orangefarbene bis rötliche Fluoreszenz zeigen. Diese wird auf einen Calciumhumatkomplex zurückgeführt, wobei auch die enthaltenen Ionen As3+ und/oder As5+ zur Fluoreszenz beitragen sollen. Organische Luminophore wie z. B. Huminsäuren verursachen die grünliche Komponente in der Fluoreszenz und die bis zu zehn Sekunden andauernde grünliche Phosphoreszenz.
Bei sehr geringen Temperaturen ist Colemanit pyro- und piezoelektrisch.

### Dehydratation
Mit Beginn der Erhitzung verliert Colemanit bis zu einer Temperatur von 350 °C insgesamt 1,8 % seines Gewichts. Die eigentliche thermische Zersetzung des Colemanits verläuft im Bereich von 300 °C bis 450 °C. Sie beginnt dabei mit dem Verlust von Teilen seines Kristallwassers. Danach werden die Bindungen des molekularen Wassers mit den Borat-Ringen aufgebrochen, was durch eine endotherme Reaktion bei 389 °C angezeigt wird. Schließlich wird das verbleibende Wasser abgegeben – der Prozess verläuft bis zu einer Temperatur von 600 °C und ist dann beendet. Zwischen 350 °C und 600 °C verliert Colemanit insgesamt 35,7 % seines Gewichts.

## Bildung und Fundorte

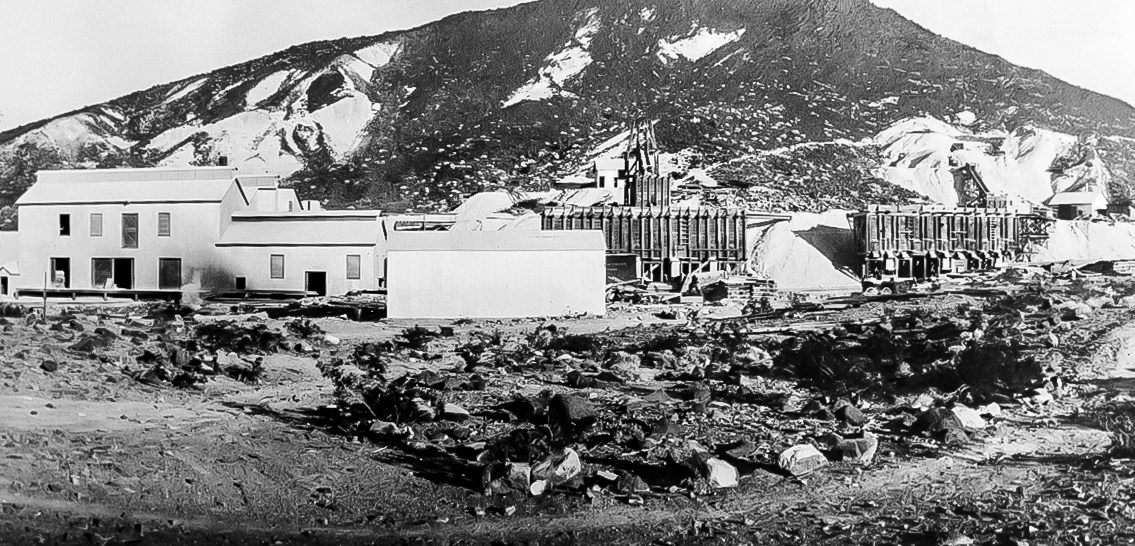
„Lila C.“ war die erste Colemanit-Lagerstätte in der Death-Valley-Region in Kalifornien

Colemanit findet sich in Borax-Seen und den daraus entstandenen Lagerstätten. Er ist ein typischer und häufiger Bestandteil von natrium- und carbonatarmen Borat-Lagerstätten, die sich unter ariden alkalischen lakustrischen Verhältnissen gebildet haben. Calcium und Bor werden dabei aus verschiedenen Quellen zugeführt. Ersteres stammt aus Geothermalwässern, letzteres aus warmen bis sehr heißen geothermalen Salzlaugen (Brines). Lange galt Colemanit als sekundär entstandenes Mineral, welches sich aus dem primären Ulexit durch „eindringende warme Borax-Lösungen“ bildet.  Bei der Untersuchung der großen türkischen Lagerstätten Mitte der 1970er Jahre sowie ein Jahrzehnt später bei der Erforschung der neuentdeckten argentinischen Lagerstätten zeigten sich aber keine Hinweise auf eine mögliche Entstehung des Colemanit durch Umwandlung aus anderen Bormineralen. Mehr und mehr setzt sich deshalb die Theorie einer primären Colemanit-Bildung durch.
Als Parageneseminerale für Colemanit werden andere Borate wie Howlith, Ulexit, Searlesit, Priceit, Nobleit, Ginorit, Gowerit, Lüneburgit, Kernit sowie Carbonate und Sulfate wie Gips, Calcit und Coelestin, daneben aber auch Sulfide wie Realgar und Auripigment, angegeben.

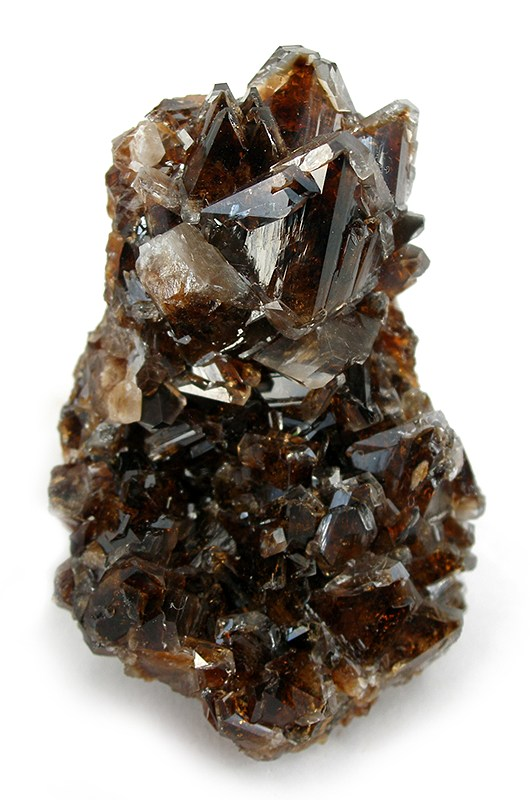
Bis 2 cm große, braune und verzwillingte Colemanitkristalle aus einem 2005 gelungenen Fund auf der Lagerstätte Kestelek, Mustafa Kemalpafla, Bursa Province, Marmara Region, Türkei.

Als eher seltene Mineralbildung konnte Colemanit bisher (Stand 2017) nur von ca. 150 Fundstellen beschrieben werden. Als Typlokalität gilt das Death Valley, von wo es 1883 zuerst beschrieben wurde. Die erste Colemanit abbauende Lagerstätte war die „Lila C. Mine“ am Fuße des Ostabhangs der Greenwater Range. Als die Lila C. Mine ausgeerzt war, verlagerte sich der Abbau in den Furnace Creek Distrikt am Fuße des westlichen Abhangs der Greenwater Range.
Die besten Colemanit-Kristalle stammen aus Fundstellen in der Türkei und den Vereinigten Staaten. Zu den von Paul Ramdohr und Hugo Strunz zusammengestellten „Berühmten Mineralfundpunkten“ gehören auch die riesige Bor-Lagerstätte von Boron im Kern Co., Kalifornien, und Bandırma („Panderma“ ist die Typlokalitär für die Priceit-Varietät Pandermit) am Marmarameer im türkischen Kleinasien.
Von den zahllosen Lagerstätten und Fundstellen in Kalifornien können hier nur die wichtigsten genannt werden. Im Inyo County zählen dazu die „Gower Gulch Mine“ am Zabriskie Point, Black Mts., Amargosa Range; die „Billie Mine“, die „Boraxo Mine“, die „Thompson Mine“ (Kern Borate Mine, Borax Pit No. 1) und die „Corkscrew Canyon Mine“ (Corkscrew Mine), alle bei Ryan im Furnace Creek Borate District. Ferner aus der Lagerstätte „Kramer Borate Deposit“ bei Boron im Kramer Borate District, Kern County, der insbesondere „Neocolemanit“ liefernden „Lang Mine“ (Sterling Borax Mine oder Tick Canyon Borax Mine) im Tick Canyon bei Lang, Los Angeles County, und der „Pacific Mine“ bei Calico im gleichnamigen District in den Calico Hills, San Bernardino County, alle in Kalifornien, USA. Schließlich aus der „Anniversary Mine“ (Callville Wash) im White Basin, Muddy Mountains District, Muddy Mts., Clark County, Nevada.
Aus den Evaporit-Lagerstätten von Penobsquis und Salt Springs bei Sussex, New Brunswick, Kanada. In Mexiko aus den großen Lagerstätten El Torreon und La Tinaja del Oso bei Magdalena, Sonora. In Argentinien aus der „Salinas Grandes Playa“ und der 8 km südwestlich von Coranzuli im Departamento Susques, Provinz Jujuy, liegenden Lagerstätte „Loma Blanca“ sowie aus verschiedenen Lagerstätten im Sijes-Distrikt, Departamento Los Andes in der Provinz Salta.
In der Türkei aus riesigen Lagerstätten mit Reserven von ca. einer Milliarde Tonnen. Dazu zählen die beide zur Borlagerstätte Emet gehörenden Gruben „Emet Eti Bor Mine“ und „Hisarcik Mine“ bei Emet, Provinz Kütahya, Ägäisregion; die Lagerstätten „Göcenoluk“ und „Sarıkaya B“ bei Kırka, Provinz Eskişehir, Zentralanatolien
und „Sebepliköy“ (Sebepli) bei Gönen auf der Halbinsel Biga. Sämtlich in der Provinz Balıkesir, Marmararegion, befinden sich die „Bigadiç Mine“ bei Bigadiç, die Lagerstätten „Çakmakderesi Domuzderesi“ und „Kireçlik“ (Büyükkireçlik) bei Çamköy unweit Bigadiç, die Lagerstätte „Kurtpınarı“ bei Faraşköy unweit Bigadiç, die Grube „Acep“ bei Iskeleköy (Iskele) unweit Bigadiç sowie die „Sultançayırı Mine“ bei Sultançayırı unweit Susurluk. Besonders große Kristalle stammen aus der Lagerstätte „Kestelek“ bei Mustafakemalpaşa, Provinz Bursa, Marmararegion.
Schließlich aus der Boratlagerstätte „Inder“ bei Atyrau im gleichnamigen Gebiet in Kasachstan. In Europa aus verschiedenen Lagerstätten und Vorkommen bei Bella Stena im Jarandol-Becken bei Raška im gleichnamigen Verwaltungsbezirk, Serbien, sowie aus einem Salzsee im Karlovasi-Becken auf der Insel Samos, Region Nördliche Ägäis, Griechenland.

## Verwendung

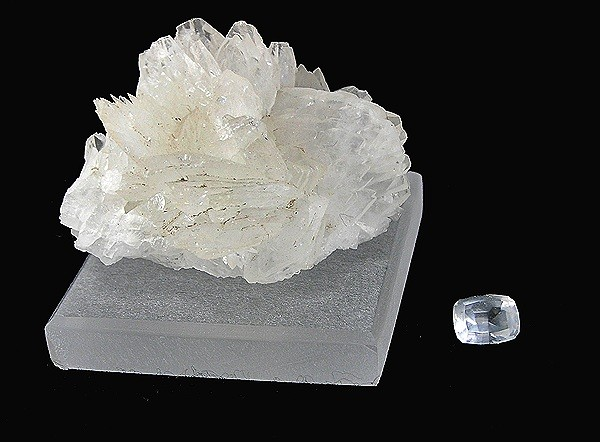
Geschliffener, 0,7 × 0,4 × 0,4 cm großer und 2,47 Karat schwerer Colemanit neben einer Colemanit-Stufe mit tafeligen Kristallen. Größe: 5,4 × 4,7 × 3,2 cm.

Colemanit ist in sedimentären Borlagerstätten aufgrund seiner Häufigkeit und seines Gehaltes von bis zu 50,80 % B2O3 ein wichtiges Erz zur Gewinnung dieses Elements für die Chemische Industrie. Bor selbst ist dabei sowohl vom strategischen als auch vom industriellen Blickpunkt das weltweit wichtigste Element, da Borverbindungen mit Ausnahme von Lebensmitteln einen ungewöhnlich weiten Anwendungsbereich in allen Fertigungsgebieten besitzen. Aus der modernen Technik ist Bor nicht wegzudenken. Bornitrid, Borcarbid, und Borsilicid stellen Hartstoffe dar, die an Stelle von Diamant für Schleifmittel und als Schneidstoff zur Bearbeitung von Stahl dienen. Sie werden ferner als Legierungszusatz für Feinkornbaustähle und Nickelbasislegierungen verwendet. Metallboride wie Ferrobor sind hitzebeständige Werkstoffe, wobei bereits geringe Mengen an Bor das Zeitstandsverhalten und die Warmverformbarkeit von Stählen verbessern. Neodym-Eisen-Borverbindungen werden zur Herstellung stärkster Magnete für z. B. Kernspintomographen, Mikromotoren und Festplatten verwendet. Kristallines Bor und Borfasern benötigt man für Anwendungen mit extrem hoher Festigkeit und Steifigkeit wie z. B. Bauteile für Helikopterrotoren. Aufgrund des sehr hohen Wirkungsquerschnitts für thermische Neutronen bei der Kernreaktion 10B(n,α)7Li weist Bor eine sehr hohe Neutronenabsorption auf. Borverbindungen werden daher Strahlenschutzkleidung und -wänden, Stählen für Lagergefäße von Kernbrennstoffen und der dem Strahlenschutz dienenden Betonhülle für Abschirmzwecke hinzugefügt. Zur Regelung von und zum Abschalten der Kettenreaktion in Kernreaktoren verwendete Steuerstäbe enthalten Borcarbid oder Strontiumborid.
Amorphes Bor dient als Additiv für Raketentreibstoffe (Heterogene Festtreibstoffe, Composits). Schließlich wird Bor als Zusatz für die Herstellung von extrem chemikalien- und temperaturbeständigen Borosilikatgläsern sowie zur Erzeugung von Borax und Perboraten für Wasch-, Reinigungs- und Desinfektionsmittel benötigt.
Ungeachtet seiner Temperaturempfindlichkeit, der geringen Härte und der nur sehr selten ausgeprägten Farben ist Colemanit auch verschliffen worden, allerdings zumeist nur als Kuriosität. Aus großen Kristallen oder spaltbaren Massen lassen sich 50–100 Karat schwere Steine schleifen. Der größte Kristall in der Sammlung der Smithsonian Institution (Washington, D.C.) wiegt 14,9 ct.